# Relvinha (Calheta)
O povoado da Relvinha é um núcleo populacional situado na continuidade da Vila da Calheta, na conjunção com da estrada que leva da Calheta à Vila do Topo e às Velas. Este centro populacional teve nos últimos tempos um forte desenvolvimento habitacional além de sido o local escolhido pelo Governo Regional dos Açores para a construção do Centro de Saúde da Calheta que, desde 1991, tem em funcionamento um serviço de internamento, consulta externa e urgência.